# گمینا مشانا
گمینا مشانا (به لهستانی:  Gmina Mszana) یک گمینا در لهستان است که در شهرستان ووجسواف واقع شده‌است. گمینا مشانا ۳۱ کیلومتر مربع مساحت و ۶٬۹۷۹ نفر جمعیت دارد.